# Редут (береговий ракетний комплекс)
Редут (код НАТО: SS-C-1 Sepal) — радянський береговий ракетний комплекс з дальністю стрільби 25-460 км (в залежності від висоти польоту). Призначався для знищення всіх типів надводних кораблів. Розробкою комплексу займався ОКБ-52 під керівництвом Володимира Челомея. Створений у 1962 році на базі оперативно-тактичної протикорабельної ракети П-35 та виготовлявся до 1983. 11 серпня 1966 «Редут» офіційно був прийнятий на озброєння Берегових військ ВМФ СРСР. Станом на 2016 комплекси «Редут» все ще перебували на озброєнні Берегових військ ВМФ Росії.
БРК споряджається ракетою П-35Б діаметром 1 метр, довжиною 9,5 м і початковою масою 4 400 кг. Самохідна установка СПУ-35Б при масі у 21 тонну пересувалась по шосе зі швидкістю 40 км/год з запасом ходу 500 км. Розрахунок складається з 5 осіб.
Комплекс може приймати сигнали цілевказівки з літаків Ту-95Д, Ту-16Д та вертольотів Ка-25Ц.

## Історія
Роботи над комплексом почалися відповідно до Постанови РМ СРСР № 903—378 від 16 серпня 1960.

## Склад
Склад комплексу:
- самохідна пускова установка СПУ-35Б на шасі БАЗ-135МБ масою 18 тонн;
- машини з системою управління «Скала» (4Р45);
- самохідна РЛС і ракети П-35Б (4К44);
- транспортно-заряджающа машина рос. транспортно-заряжающая машина (ТЗМ).

Організаційно Редут складається з батареї по 3 СПУ-35Б, батальну по 5—6 батарей і бригади з трьох батальйонів.

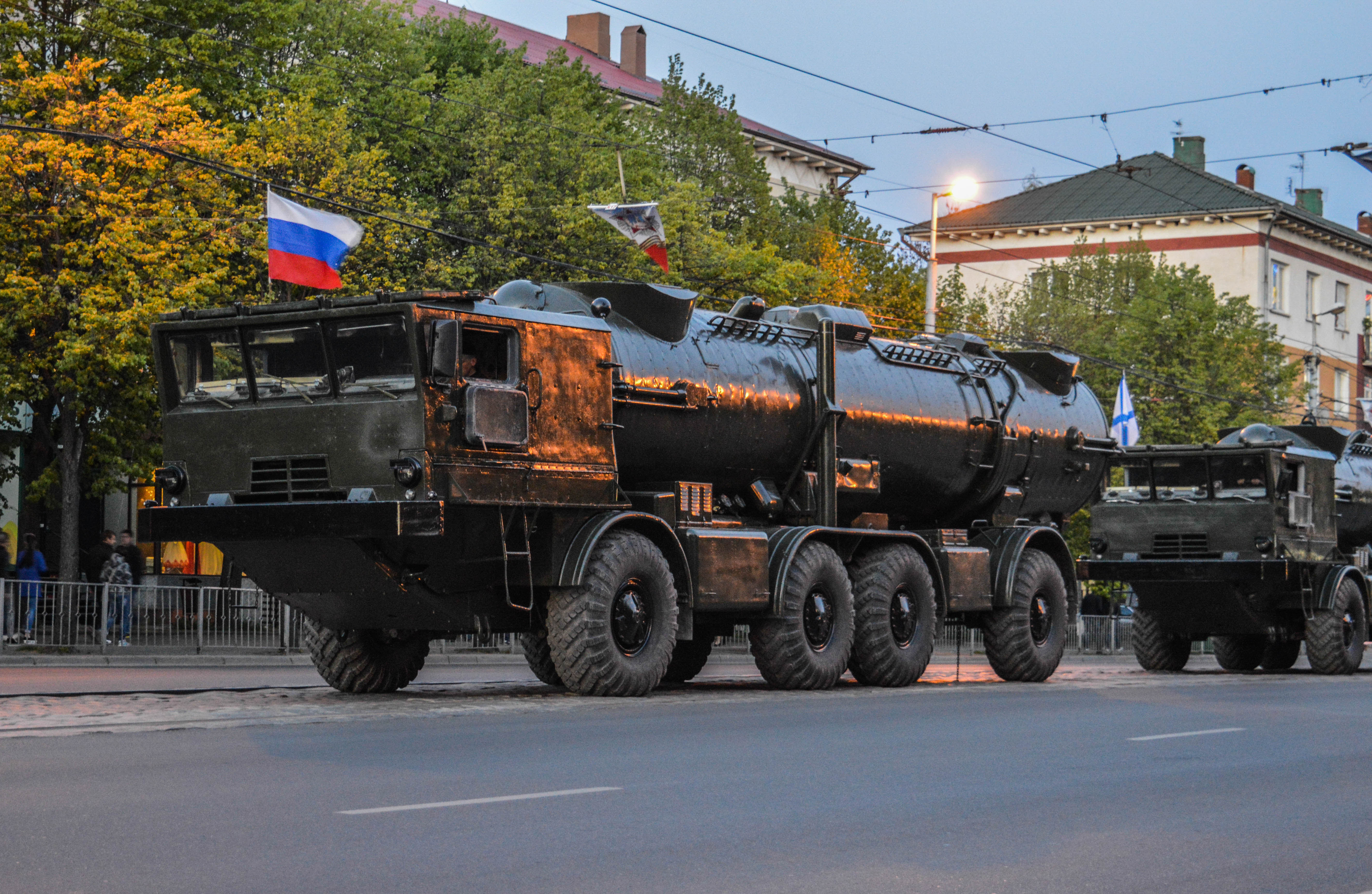
Редут на репетиції параду в Калінінграді.

Тактико-технічні дані
| ТТ-Дані                        |                   |
| Далекобійність, км             | 25-250-460        |
| Максимальна виста у польоті, м | 400 / 4000 / 7000 |
| Швидкість при польоті, М       | 1,5               |
| Кут ураження, град.            | 80                |
| Довжина, м                     | 9,45              |
| Ширина з прибраними крилами, м | 1,544             |
| Розмах крила, м                | 2,6               |
| Макс. діматер на корпусі, м    | 1,0               |
| Висота, м                      | 1,5               |
| Маса при старті, кг            | 4500              |
| Боєголовка                     | фугасна / ядерна  |
| Маса бойової частини, кг       | 1000              |
| Сила ядерної боєголовки, кТ    | 350               |
| Паливо                         | гас               |
| Тяга на двигуні, кгс           | 2×30000           |

## Оператори
- Росія — деяка кількість, станом на 2017. Станом на січень 2024 року — у складі ОЗУ «ЧФ» є одна батарея «Рєдуту», яка входить до 25-го дивізіону 11-ї берегової ракетно-артилерійської бригади, розміщної в Краснодарському краї.[5]
- Ангола — деяка кількість, станом на 2017.
- Сирія — деяка кількість, станом на 2017.
- Югославія — деяка кількість.
- В'єтнам — деяка кількість, станом на 2017.